# Бхоллівуд
Бхоллівуд — це неформальна назва кіноіндустрії індійського штату Біхар. Фільми знімаються переважно мовою бходжпурі, в значно меншій кількості іншими бігарськими мовами. Центром кіновиробництво є місто Патна.

## Історія

### Британський період
Кінематограф Біхара є одним з перших у кіноіндустрії Індії. Вже у 1902 році в Патні (столиці Біхару) стали демонструвати фільми. Її показом займався Джамшедджі Фрамджі Мадан, що заснував «Ельфінстоун Біоскоп Компані». Після цього відкрито ще декілька кінотеатрів, де відбувався прокат німих стрічок. У 1931 році вийшов перший біхарський німий фільм «Пунарджанма» («Божественне життя») режисера Раджа Рані Джагарнатха Просада Сінхі.
У 1933 або 1934 році відкрився перший театр для звукового кіно. Втім, виробництво кінострічок залишалося на досить низькому рівні.

### 1947—1990-ті роки
Зі здобуттям незалежності стали виходити перші звукові фільми. Вони створювалися не лише власне мовою бходжпурі, а також іншими бігарськими мовами (майтхілі, маґадгі).
У 1961 році вийшов перший фільм мовою маґадгі — «Бхаяа» режисера Пхані Маджумдара. Підйом почався у 1962 році з успіху фільму мовою бходжпурі «Маїйя Тохе Піярі Чадхайбо» режисера Кундан Кумара Ганги. Протягом наступних десятиліть фільми мовою бходжпурі випускалися нерегулярно. Касовими і популярними стали такі фільми, як «Бідесія» (1963 рік) режисера С. Н. Тріпатхі і «Ганга» (1965) Кундан Кумара. У 1965 році створено перший фільм мовою майтхілі — Кун'ядан режисера Пхані Маджумдара. До 1969 року вийшло загалом 19 фільмів.
У подальшому найбільший випуск фільмів відбувався мовами майтхілі та бходжпурі. Втім, з огляду на потужну конкуренцію з боку Боллівуду, де також стали знімати фільми мовами бходпурі, та бенгальського кінематографу, Бхоллівуд кінця 1960-х років переживав занепад, коли щорік випускалося в середньому 1—2 фільми (загалом 9 фільмів).
Разом з тим у 1980-х роках в прокат вийшло 85 фільмів мовою бходжпурі. Це був перший період значного піднесення Бхоллівуду. Проте вже у 1990-х роках знову відбувається спад кіновиробництва: в цей час створено лише 17 кінострічок.

## Сучасність
Відродження кінематографа почалося в 2001 році з виходом хіта «Саійян Хамар» режисера Мохан Прасада, який зробив суперзіркою актора Раві Кіссана. У 2005 році випущено низку успішних фільмів, насамперед «Пандіджі Батаі На Біях Каб Хої» (режисер Мохан Прасад) і «Сасура Бада Паїса Вала». Бюджетні витрати цих фільмів окупилися в десятки разів. Хоча бходжпурімовна кіноіндустрія менше в порівнянні з іншими індійськими кіностудіями, швидкий успіх останніх фільмів призвів до її різкого розвитку: 2005 року засновано кінопремію Бходжпурі, налагоджено випуск журналу про кіно «Bhojpuri City».
До 2013 року було створено 28 фільмів, лише протягом 2014 року — 66, 2015 року — 23. У 2006 році засновано кінофестиваль в Патні, який з 2015 року став міжнародним Його учасниками є країни Європи, США, Канада, КНР, Японія. У 2017 році планується відкриття кіноінституту в Патні.
Фільми знімаються переважно для жителів заходу Біхара і сходу Уттар-Прадеш. У цих фільмів також є велика аудиторія в Делі і Мумбаї через велику кількість працівників, що розмовляють мовою бходжпурі. Крім того, нині є великий ринок в країнах Карибського басейну, Океанії та Південної Америки, в яких нараховуються бходжпурімовні діаспори.

## Відомі актори
- Єену Шрі
- Пакхі Хегде
- Бхаг'яшрі Падвардхан
- Бхуміка Чавла
- Урваші Чаудхарі
- Дамодар Раао
- Дінешлал Ядав
- Манодж Тіваріджі
- Прадіп Пандей Чінту